# Vratni splet
Vratni splet (lat. plexus cervicalis) je splet živčanih vlakana prednjih grana prva četiri vratna moždinska živca. Splet se nalazi u vratu, ispod sternokleidomastoidnog mišića (prsnoključnosisasti mišić). Živci koji čine splet inerviraju stražnji dio glave i mišiće vrata. Iz spleta izlaze osjetni i motorni živci.

## Ogranci
- Osjetne grane: nervus occipitalis minor, nervus auricularis magnus, nervus transversus colli, nervi supraclaviculares
- Motorne grane: ansa cervicalis